# ボルドー大学
ボルドー大学（英語: University of Bordeaux、公用語表記: Université de Bordeaux）は、ボルドーに本部を置くフランスの公立大学。1441年創立、1441年大学設置。

## 概要
元となる大学設立は1441年。当時のボルドーはイングランド領で、パリの大学に通えなかった子弟の為に、ボルドー大司教が働きかけ、ローマ教皇エウゲニウス4世の教皇勅書により設立された大学である。1793年9月15日の法により廃止されたが、1896年に再設立された。1970年および1971年にボルドー第I大学(fr:Université Bordeaux-I)、ボルドー第II大学(fr:Université Bordeaux-II)、ボルドー第III大学(fr:Université Bordeaux-III後fr:Université Bordeaux-Montaigneに改名)に分割。さらに1995年には、ボルドー第I大学からボルドー第IV大学(fr:Universität Montesquieu Bordeaux IV)が分立したが、2014年1月1日に第I、第II、第IVが統合されボルドー大学に再統合された。分立時期のI〜IV大学それぞれにフランスの慣例に従い、大学関係者の著名な個人名を愛称として付けてきたが、日本ではそれぞれ「ボルドー大学」と翻訳される場合が多い。なお、フランスの大学で、学部とキャンパスごとに数字を付与して分立するのはよく行われており、日本語翻訳される際に、それぞれの大学を内実同じ大学とみなして、同一名称の大学に意訳する事も多い（パリ大学など）。
ボルドー大学は、学生60,000、教員4,000の規模を誇り、これはフランス全体からみて4番目の規模をもつ大学であり、また、フランス南西部では最大規模の大学である。住所は35, place Pey-Berland。また、長期留学以外にも数カ月の資格取得のための短期留学なども用意している。卒業生にモンテスキュー（法学部）などが居る。

## 日本の学生交流協定校
- 東京大学
- 京都大学
- 大阪大学
- 東北大学
- 九州大学
- 筑波大学
- お茶の水女子大学
- 山梨大学
- 新潟大学
- 大阪工業大学
- 徳島大学
- 山口大学
- 熊本大学